# Engis
Engis (wallonisch Indji) ist eine belgische Gemeinde in der Region Wallonien. Der Ort liegt im belgischen Arrondissement Huy in der Provinz Lüttich.
Engis hat 6296 Einwohner (Stand 1. Januar 2024) und eine Fläche von 27,74 km².

## Lage
Der Ort liegt im Tal der Maas (franz. Meuse) auf einer Höhe von ca. 70 Metern über NN.
Lüttich liegt etwa 13 Kilometer (km) nordöstlich, Namur 40 km südwestlich und Brüssel 76 km nordwestlich (alle Angaben in Luftlinie bis zum Stadtzentrum).
Die nächste Autobahnausfahrt befindet sich 5 km nordwestlich bei der Nachbargemeinde Saint-Georges-sur-Meuse an der belgischen Autobahn A15.
Engis selbst besitzt einen Regionalbahnhof an der Bahnlinie Charleroi-Namur-Engis-Lüttich. In Lüttich befindet sich der nächste Bahnhof, in dem Schnellzüge (u. a. auch die Thalys Paris-Brüssel-Köln) halten. Nahe der Großstadt Lüttich befindet sich der nächste Regionalflughafen; bei Brüssel der nächste Flughafen von internationaler Bedeutung.

## Geschichte

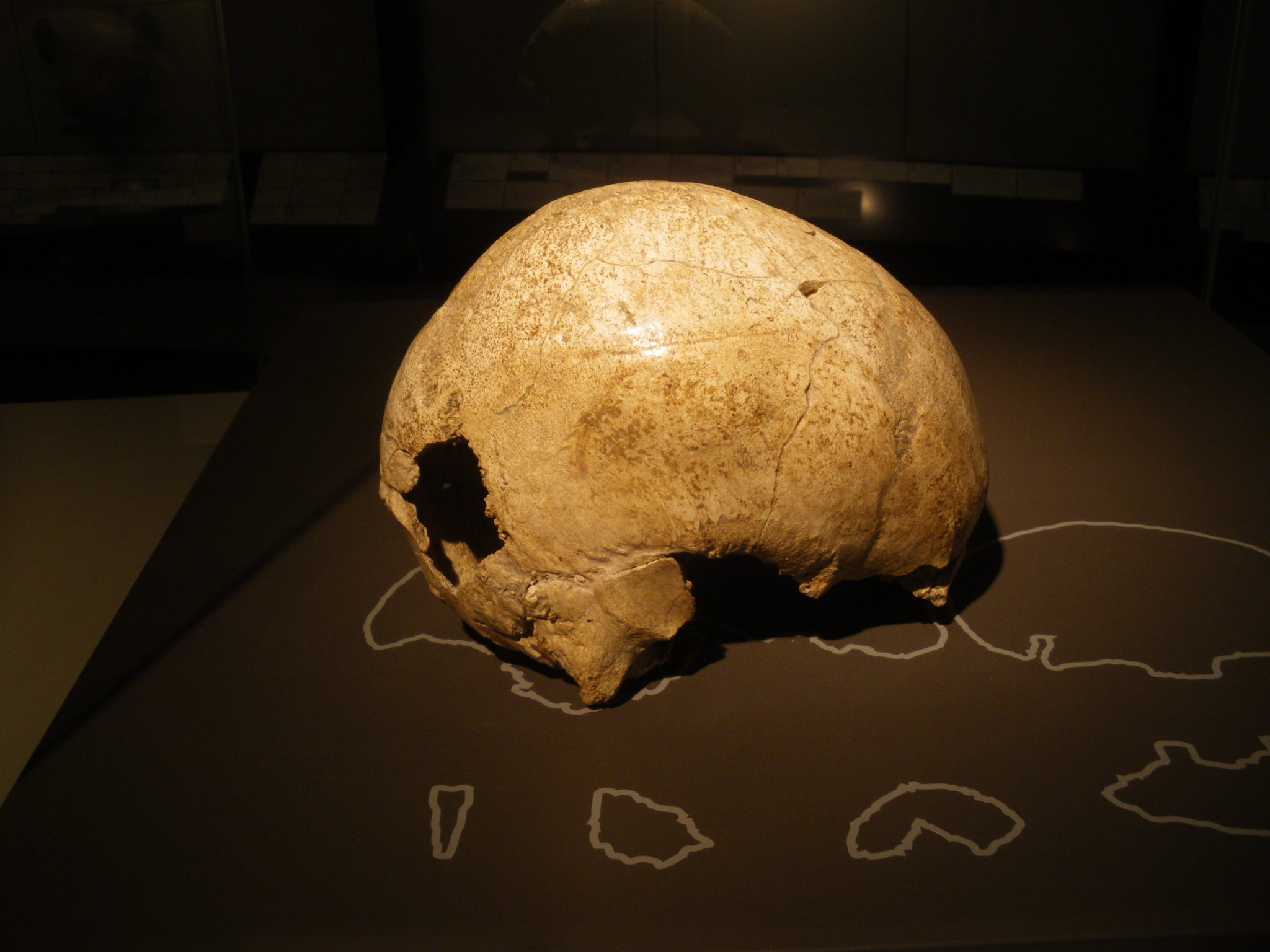
Engis 1, der sapiens-Schädel von Engis

In einer Höhle bei Engis – die später infolge Gesteinsabbau verloren ging – wurden 1829 von Philippe-Charles Schmerling (1790–1836) die ersten wissenschaftlich beschriebenen fossilen Überreste jener vorzeitlichen Menschenform geborgen, die später als Neandertaler bezeichnet wurde (das Fossil Engis 2). Obwohl Schmerling anhand ebenfalls von ihm entdeckter Steinwerkzeuge und fossiler Tierknochen korrekt auf ein gleichermaßen hohes Alter aller Funde schloss und keine Hinweise auf künstliche Erdbewegungen fand, wurden die menschen-ähnlichen Fossilien zu seinen Lebzeiten von der überwiegenden Mehrzahl der Naturforscher als „modern“ und ihre räumliche Nähe zu den anderen Funden als Folge eines Begräbnis' verkannt.

### Giftnebel von 1930
Am 3. Dezember 1930 wurde das enge und tief eingeschnittene Tal der Maas beiderseits von Engis Schauplatz eines der ersten öffentlich wahrgenommenen Smog-Katastrophen. Ein selbst für Dezember ungewöhnlicher Kaltlufttropfen hatte sich bei Windstille über das Tal gelegt und hinderte die Abgase aus 27 Fabriken und hunderten Privat-Schornsteinen, abzuziehen („Inversion“). Der hierdurch erzeugte Nebel vergiftete die Luft und erzeugte Atemnot – besonders bei Asthmatikern und Lungenkranken. 
Der „Giftnebel von 1930“ kostete über 60 Menschen das Leben, allein 15 in Engis selbst. Eine vom Belgischen Staat eingesetzte Untersuchungskommission aus Ärzten, Geologen und Meteorologen benannte hauptsächlich Schwefeldioxid, ein Abfallprodukt der Verbrennung von Steinkohle, für die Katastrophe verantwortlich. Erstmals gab es handfeste Beweise für die tödlichen Gefahren von industrieller Luftverschmutzung.

## Persönlichkeiten
- Jean-Pierre Dardenne (* 1951), Filmregisseur und Drehbuchautor